# 木马镇
木马镇，是中华人民共和国四川省广元市剑阁县下辖的一个乡镇级行政单位。2020年5月，撤销柏垭乡，将其行政区域划归木马镇管辖。

## 行政区划
木马镇下辖以下地区：
木马寺社区、魁凌村、松木村、威灵村、庵子村、七柏村、停船村、华峰村、金魁村、后坪村和前坪村。